# 高翊峰
高翊峰（1973年9月10日—），台灣小說家、編劇，現為國立臺北藝術大學文學跨域創作研究所副教授。出生於苗栗頭份，客家人，中國文化大學法律系畢業。
曾經從事調酒師、舞者、生活時尚雜誌編輯、電視電影編劇、電視訪談節目主持人、廣播電台主持人等工作。曾經擔任《FHM》雜誌國際中文版總編輯、《GQ》雜誌國際中文版副總編輯、《MAXIM》雜誌國際中文版編輯總監。
2003年至2005年間曾與王聰威、伊格言、李崇建、李志薔、甘耀明、許榮哲、張耀仁共同組成「小說家讀者」（又稱「8P」）。妻子彭心楺也是作家和編劇。小說作品已翻譯法文、英文出版。

## 文學著作

### 長篇小說
- 《幻艙》（入圍台灣長篇小說金典獎／寶瓶文化出版／2011）
- 《泡沫戰爭》[6]（入圍台灣長篇小說金典獎／入圍台北國際書展大獎／寶瓶文化出版／2014）
- 《2069》（獲選為《文訊》雜誌「1970後台灣作家作品評選」2000～2020的二十本小說／新經典文化出版／2019）

### 短篇小說集
- 《家，這個牢籠》（爾雅出版／2002）
- 《肉身蛾》（寶瓶文化出版／2004）
- 《傷疤引子》（寶瓶文化出版／2005）
- 《奔馳在美麗的光裡》（寶瓶文化出版／2006）
- 《烏鴉燒》（寶瓶文化出版／2012）

### 隨筆散文集
- 《一公克的憂傷》（寶瓶文化出版／2007）
- 《恍惚，靜止卻又浮現：威士忌飲者的緩慢一瞬》（聯經出版／2017）
- 《聊聊》（新經典文化出版／2022）

### 其他
- 《雪地裡的星星》（2002）（電視劇小說化）

## 重要文學記事
- 2004年：短篇故事〈失格後錯位〉與金曲獎作曲家彭靖合作改編為協奏曲，由台灣絃樂團巡迴德國Castle Wachenheim 、瑞士蘇黎士藝術博物館，以及法國巴黎文化中心進行演奏。
- 2016年：擔任德國法蘭克福書展台灣館駐館作家。
- 2017年：長篇小說《泡沫戰爭》法文版出版。
- 2018年：參加法國南特烏托邦科幻文學節（Les Utopiales）出席座談會。
- 2018年：受邀前往比利時布魯塞爾自由大學、翻譯高等學院，舉行講座。
- 2020年：擔任國立臺北藝術大學「文學跨域創作研究所」客座副教授
- 2022年：前往法國「巴黎外國文化中心論壇」（FICEP，Forum des Instituts Culturels Etrangers à Paris），以「台灣太陽花學運、香港雨傘革命，以及政治寓言小說《泡沫戰爭》」為題演講。
- 2022年：前往法國，參與於法蘭西學院舉行的「法語台灣研究學會(AFET)台灣研究大會」，以「客語文的隱身，與小說《2069》」為題，在法蘭西學院發表演說。
- 2022年：前往法國，於里昂第三大學的「台灣光點」講座中，開設小說大師班。
- 2024年：7月下旬前往捷克參與中歐作家閱讀節「作家閱讀月」，於布爾諾等四城市巡迴進行朗讀與座談會。

## 編劇作品
- 2002年：《雪地裡的星星》（中國電視公司）
- 2006年：《肉身蛾》（客家電視台）
- 2006年：《兩個銀角兒》（客家電視台）
- 2017年：《煙起的地方Pucevuljan》（原住民族電視台）
- 2018年：《烏鴉燒》（客家電視台）
- 2023年：《綠金龜的模仿犯》（客家電視台）

## 導演作品
- 2017年：《煙起的地方Pucevuljan》（原住民族電視台）

## 電視訪談主持
- 2016年：《暗香風華》（高翊峰訪談主持人，客家電視台）
- 2017年：《二二八。柒拾－少了一個之後》紀錄片（楊淇勝、陳昱廷導演，高翊峰訪談，客家電視台）[7]
- 2023年：「小臺灣大日子」節目主持人（每週五播出，中央廣播電台）

## 文學獲獎記錄
- 1998年：國軍文藝金像獎小說首獎（首篇短篇小說／〈走道〉）
- 2000年：吳濁流文學獎小說正獎（〈石竭媽媽〉）
- 2000年：中央日報文學獎小說貳獎（〈在鏡子前闔上眼睛的阿彩〉）
- 2000年：聯合報文學獎散文大獎（〈料理一桌家常〉）
- 2001年：中國時報文學獎小說獎參獎（〈班哥〉）
- 2008年：林榮三文學獎小說獎貳獎（首獎從缺／〈狗影時光〉）

## 影視入圍與獲獎記錄
- 2006年：編劇作品《肉身蛾》，獲得金鐘獎電視電影編劇獎（與彭心楺合得）
- 2017年：導演作品《煙起的地方》，演員于子育（琇琴）入圍新加坡亞洲電視節女配角獎
- 2018年：編劇作品《烏鴉燒》，入圍第20屆台北電影節劇情長片
- 2019年：編劇作品《烏鴉燒》，獲得紐約國際電視電影節劇情片金獎
- 2023-2024年：小說作品改編電影《綠金龜的模仿犯》——第五十八屆金鐘獎戲劇類入圍三項並獲得電視電影獎、沖繩環太平洋國際電影節最佳影片、布拉格電影獎最佳劇情片／入圍：美國科幻恐怖與動作電影節科幻故事片卓越獎暨化妝技巧類卓越獎、時報金像獎視覺設計類海報設計項佳作、桃園電影節臺灣奬入圍、美國羅德島國際電影節入圍、西班牙加泰隆尼亞國際影視內容節劇情類入圍、亞洲電視獎入圍三項

## 其他
- 與夏曼·藍波安、里慕伊·阿紀、陳又凌、甘耀明、阮慶岳、蔡兆倫、巴代、蘇偉貞、臥斧、周見信、御我一起參加新加坡書展[8]

## 資料來源
1. ↑  .   [2020-09-22]. （原始内容存档于2017-02-02）.
2. ↑  .   [2017-01-29]. （原始内容存档于2017-02-02）.
3. ↑  .   [2017-01-29]. （原始内容存档于2017-02-02）.
4. ↑  許榮哲：〈那一年，大家都叫我們8P〉 的存檔，存档日期2016-09-28.，《聯合報》，2014.03.20。
5. ↑  .   [2017-01-29]. （原始内容存档于2017-02-02）.
6. ↑  BIOS monthly. .   [2019-03-11]. （原始内容存档于2019-03-23）.
7. ↑  .   [2017-10-05]. （原始内容存档于2017-10-05）.
8. ↑  .   [2017-12-19]. （原始内容存档于2017-11-07）.

## 外部連結
- 高翊峰的Facebook專頁
- 高翊峰在互联网电影资料库（IMDb）上的資料（英文）
- 高翊峰在豆瓣上的资料（简体中文）
- 高翊峰:浮世的围困 （页面存档备份，存于）

### 書評與評論
- 黃崇凱：以夢校正現實？——高翊峰《幻艙》的一種讀法 （页面存档备份，存于）
- 陳芳明：未成年的想像共同體──讀高翊峰《泡沫戰爭》 （页面存档备份，存于）
- 王聰威：讓孩童教我們一堂存在哲學——讀高翊峰《泡沫戰爭》 （页面存档备份，存于）
- 王聰威：人類還原步驟——讀高翊峰新作《2069》 （页面存档备份，存于）
- 黃崇凱：受困的普羅米修斯——《2069》 （页面存档备份，存于）
- 廖偉棠：從零開始的全真世界──讀高翊峰科幻長篇《2069》 （页面存档备份，存于）
- 朱嘉漢：〈50年後的生命政治——高翊峰《2069〉
- 連明偉：〈複眼書寫的極限演化〉――讀高翊峰長篇小說《2069》